# Llau del Joquer
La llau del Joquer és una llau del terme municipal de Conca de Dalt, al Pallars Jussà, a l'antic terme d'Hortoneda de la Conca, a l'àmbit de l'antic poble d'Herba-savina.
Està situada al nord-est d'Herba-savina. Es forma a la part alta de la Serra de Pessonada, a la Feixa, des d'on davalla cap al sud-est però torcent progressivament cap a migdia. En arribar al costat de ponent del Serrat del Joquer i a llevant del Tros de Narriu de Tarrufa es transforma en la llau dels Bancals.